# مامي فيبس كلارك
مامي فيبس كلارك (بالإنجليزية: Mamie Phipps Clark) هي عالمة نفس اجتماعية أمريكية ركزت مع زوجها كينيث كلارك على تنمية الوعي الذاتي لدى أطفال ما قبل المدرسة السود. ولدت كلارك وترعرعت في هت سبرينجز، أركنساس. تلقت كلارك تعليمها بعد الثانوي في جامعة هوارد وحصلت على درجة البكالوريوس والماجستير هناك.
بالنسبة لأطروحة الماجستير الخاصة بها، والمعروفة باسم "تنمية الوعي بالذات لدى أطفال ما قبل المدرسة السود"، عملت كلارك مع أطفال أركنساس السود في مرحلة ما قبل المدرسة. تضمن هذا العمل تجارب الدمى التي استقصت الطريقة التي تأثرت بها مواقف الأطفال الأمريكيين من أصل أفريقي تجاه العرق المختلف وعرقهم للتعريف بالفصل العنصري. وجد أن الأطفال الذين يدرسون في المدارس المنفصلة يفضلون اللعب بالدمى البيضاء على الدمى السوداء. كانت الدراسة مؤثرة للغاية في قضية محكمة براون ضد مجلس التعليم.

## الحياة المبكرة
وُلدت مامي فيبس في 18 أكتوبر 1917 في هت سبرينغز، أركنساس، وترعرعت في بيئة اتسمت بالفصل العنصري الشديد. التحقت بمدارس مخصصة للسود، بما في ذلك مدرسة كاثوليكية ابتدائية. كان والدها، هارولد هـ. فيبس، الذي وُلد في جزر الهند الغربية البريطانية طبيبًا يحظى باحترام كبير ومديرًا لمنتجع، بينما كانت والدتها، كاتي فلورنس فيبس، ربة منزل قدمت الدعم لزوجها في عمله الطبي. نتيجة لهذا الوضع المادي المستقر، لم تكن كاتي بحاجة الى العمل إذ لم تكن العائلة مضطرة للبحث عن مصادر إضافية للدخل. أما شقيق مامي الأصغر أصبح طبيب أسنان.

وصفت مامي طفولتها بأنها سعيدة ومميزة، قائلة:
«لقد قضيت طفولة سعيدة جدًا، حقًا. كنا مرتاحين. كيف أشرح لك أن طفولتي كانت سعيدة؟ استمتعت بكل شيء. استمتعت بالمدرسة. أحببت المدرسة. استمتعت بالترفيه. استمتعت بالسفر القليل الذي قمنا به. كنت سعيدة جدًا. لا يمكنني القول إنها كانت طفولة فقيرة. بالنسبة لي، كانت طفولة مميزة. الآن، بالمعايير الموضوعية، ربما تقول إنها كانت عائلة عادية. لكنها كانت طفولة مميزة جدًا بالنسبة لي».
تخرجت مامي من مدرسة لانغستون الثانوية، وهو إنجاز استثنائي بالنسبة لشخص أسود في ذلك الوقت. حصلت على عرضين ومنحتين دراسيتين من جامعتين مرموقتين للسود هما جامعة فيسك وجامعة هوارد. اختارت الالتحاق بجامعة هوارد عام 1934. أثناء دراستها في جامعة هوارد، التي التحقت بها خلال فترة الكساد الكبير، ومع ذلك كان والدها يرسل لها 50 دولارًا شهريًا. تخصصت مامي في الرياضيات ودرست الفيزياء كفرع ثانوي، وهو خيار نادر جدًا للنساء السوداوات في تلك الفترة.
في هذه المرحلة، التقت بكينيث كلارك زوجها المستقبلي، الذي كان طالب ماجستير في علم النفس. لاحظ كينيث اهتمام مامي بالعمل مع الأطفال وشجعها على التحول إلى دراسة علم النفس لاستكشاف اهتمامها بهذا المجال. صرحت لاحقًا: «لطالما كان لدي اهتمام بالأطفال منذ صغري. كنت أعتقد دائمًا أنني أريد العمل مع الأطفال، وبدا علم النفس مجالًا جيدًا لذلك».
تزوج الاثنان في عام 1937 خلال سنتها الجامعية الأخيرة، وفي عام 1938، تخرجت مامي من جامعة هوارد بمرتبة الشرف العليا (magna cum laude). بعد تخرجها، التحقت ببرنامج الدراسات العليا في علم النفس في نفس الجامعة، حيث تناولت أطروحتها للماجستير توقيت إدراك الأطفال السود لأنفسهم كأفراد مميزين ووعيهم بالانتماء إلى مجموعة عرقية معينة.

اعترفت فيبس أنه لم يصبح لديها الثقة في إيجاد حلول للفصل العنصري والاضطهاد العرقي إلا في نهاية سنوات دراستها الجامعية. بعد تخرجها، عملت في مكتب المحامي تشارلز هيوستن، كان محاميًا بارزًا وناشطًا في الحقوق المدنية في وقت كانت قضايا الفصل العنصري تُتداول فيه من قبل صندوق الدفاع القانوني للجمعية الوطنية للنهوض بالملونين. هناك، شهدت مامي عمل ويليام هاستي وثورغود مارشال وغيرهم من المحامين أثناء إعدادهم للقضايا القانونية التي أدت إلى القرار التاريخي للمحكمة العليا الأمريكية في عام 1954 في قضية براون ضد مجلس التعليم. علّقت مامي لاحقًا على هذه التجربة قائلة:
«لا أستطيع حتى تذكر أسماء جميعهم، ولكنهم اجتمعوا في مكتبه لتحضير هذه القضايا. وكانت تلك أعظم تجربة تعليمية مررت بها— حيث فهمت تمامًا، وبكل معنى الكلمة، ما يعنيه، في جوهره، التجديف ضد السود».
كان لهذه التجربة تأثير قوي على أطروحتها للماجستير «تطور وعي الذات لدى أطفال ما قبل المدرسة من السود»، والتي شكلت لاحقًا الأساس للعديد من الأبحاث والتجارب التي كان لها تأثير مباشر في قضية براون ضد مجلس التعليم أمام المحكمة العليا الأمريكية.
في عام 1943، أصبحت مامي فيبس كلارك أول امرأة سوداء تحصل على درجة الدكتوراه في علم النفس التجريبي من جامعة كولومبيا. عادت إلى الحياة الأكاديمية بحماسة وأمل في أن تتمكن من استخدام «منهج ملموس فعلي» لتطوير أبحاثها واستنتاجاتها حول الأطفال السود. كان مشرف رسالة الدكتوراه الخاصة بفيبس كلارك هو هنري إي. جاريت، الذي أصبح لاحقًا رئيسًا لجمعية علم النفس الأمريكية. كان إحصائيًا بارزًا ولكنه معروف بعنصريته، لاحقًا في مسيرتها المهنية، طُلب منها الادلاء بشهادتها في قضية إلغاء الفصل العنصري في مقاطعة برينس إدوارد بفرجينيا لدحض شهادته التي دعم فيها فكرة الاختلافات العرقية الفطرية.

بعد تخرجها، واجهت مامي فيبس كلارك تحديات كبيرة في مسيرتها المهنية بسبب كونها «ظاهرة غير مرغوبة» كامرأة سوداء في مجال علم النفس الذي كان يهيمن عليه الذكور البيض. في عام 1945، حصلت على وظيفة مهمة في دار ريفرديل للأطفال في مدينة نيويورك، حيث عملت على إجراء اختبارات نفسية للفتيات السوداوات المشردات. في تلك الوظيفة، صممت وأجرت اختبارات نفسية، بالإضافة إلى تقديم المشورة للأطفال السود والمجموعات العرقية الأخرى. علقت مامي على تلك التجربة بقولها:
«أعتقد أن دار ريفرديل أثرت فيّ بشدة، لأنني لم أكن على علم بوجود هذا العدد الكبير من الأطفال الذين تُركوا وحيدين، أو الذين تخلى آباؤهم عنهم، إن جاز التعبير».